# Karina Kay
Karina Kay, född 8 april 1987 i Irvine i Kalifornien i USA, är en porrskådespelerska.